# Жирков, Геннадий Васильевич
Геннадий Васильевич Жирков (род. 16 мая 1936 года, Ленинград) — профессор, доктор филологических наук, специалист в области истории цензуры в России.

## Биография
Родился в Ленинграде, в 1941—1942 годы пережил блокадную зиму в городе.
В 1959 году поступил на отделение журналистики филологического факультета Ленинградского университета, который и окончил в 1964 году. В том же году стал преподавателем факультета, сотрудничая в газете «Ленинградская правда».

## Научная деятельность
В 1971 году Г. В. Жирков защитил кандидатскую диссертацию «М. И. Калинин и советская крестьянская печать».
С 1984 по 2010 годы заведовал кафедрой истории журналистики.
В 1988 году защитил докторскую диссертацию «Становление и развитие советской крестьянской печати как одного из типов социалистической прессы. 1917—1927 гг. Историко-типологический аспект».
С 1989 года доктор филологических наук и профессор. Автор более 220 научных публикаций, в том числе 20 монографий и учебных пособий.
В 1999 г. Г. В. Жиркову присвоено почётное звание Заслуженного работника высшей школы Российской Федерации.
В настоящее время поддерживает связь с Новгородским Государственным университетом им. Ярослава Мудрого, являясь председателем Государственной аттестационной комиссии отделения журналистики филологического факультета НовГУ.

## Основные работы
- Михаил Иванович Калинин / Г. В. Жирков. — М.: Мысль, 1982. — 119 с. — (Парт. публицисты)
- Советская крестьянская печать — один из типов социалистической прессы / Г. В. Жирков. — Л.: Изд-во ЛГУ, 1984. — 179 с.
- Между двух войн: журналистика русского зарубежья (1920—1940 годы): Учеб. пособие для студентов вузов, обучающихся по специальности «Журналистика» / Г. В. Жирков. — СПб.: Изд-во С.-Петерб. гуманитар. ун-та профсоюзов, 1998. — 207 с. — (Библиотека гуманитарного университета / С.-Петерб. гуманитар. ун-т профсоюзов; Вып. 7). ISBN 5-7621-0075-8
- Журналистика двух Россий: 1917—1920 гг.: Учеб. пособие / Г. В. Жирков; С.-Петерб. гос. ун-т. — СПб.: Изд-во С.-Петерб. ун-та, 1999. — 177 с. ISBN 5-288-02111-2
- НЭП и кризис советской печати начала 20-х годов / Жирков Г. В.; С.-Петерб. гос. ун-т. Фак. журналистики. — СПб., 2000. — 39, [1] с.
- История цензуры в России XIX века: Учеб. пособие / Г. В. Жирков; С.-Петерб. гос. ун-т. Фак. журналистики. — СПб., 2000. — 219, [1] с.
- История цензуры в России XIX—XX вв. : Учеб. пособие для студентов вузов / Г. В. Жирков. — М.: Аспект-Пресс, 2001. — 367, [1] с. — (Цензурою дозволено). ISBN 5-7567-0145-1
- Эпоха Петра Великого: основание русской журналистики / Г. В. Жирков; С.-Петерб. гос. ун-т. — СПб.: Роза мира, 2003. — 202, [2] с. ISBN 5-85574-180-X
- Л. Н. Толстой и цензура / Г. В. Жирков. — СПб.: Роза мира, 2009. — 319 с. ISBN 5-85574-270-2
- Предсмертная цензурная неделя Л. Н. Толстого [Текст]: астаповская драма / Г. В. Жирков. — СПб.: Филологический СПбГУ, 2011. — 147 с. ISBN 978-5-8465-1048-7

#### Статьи
- Внешний фактор цензурного режима общества / Геннадий Васильевич Жирков // Цензура в России: история и современность. — СПб: Российская национальная библиотека, 2008. — С. 12-39.
- Из истории газеты: опыт России / Г. В. Жирков // Четыре века газеты. Будет ли пятый?: к четырехсотлетию с момента выхода первой печатной газеты «Relation: Aller Fürnemmen und Gedenckwürdigen Historien» (1609 г.): материалы выступлений и научные сообщения участников круглого стола. — М.: Фак. журналистики Московского гос. ун-та им. М. В. Ломоносова, 2010. - 205 с. — С. 17-20.